# Shin Jun-seop
Shin Jun-seop (Hangul: 신준섭) también conocido como Junseop (Hangul= 준섭), es un rapero y actor surcoreano.

## Carrera
Es miembro de la agencia 51K (피프티원케이).

### Televisión
En el 2018 se unió al elenco recurrente de la serie My ID is Gangnam Beauty donde interpretó a la versión joven de Do Kyung-seok de joven, papel que interpretó Cha Eun-woo.
El 1 de diciembre del mismo año se unió al elenco principal de la serie web Login to You (너에게 로그인) donde dio vida a Soon Hae-nam, un joven que se enamora de una joven (Ji Yi-soo) gracias a "Login", una aplicación de citas, hasta el final de la serie el 8 de diciembre del mismo año.
En enero del 2019 se unió al elenco de la serie web Re-Feel (리필) donde interpretó a uno de los empleados de la cafetería.
El 9 de octubre del mismo año se unió al elenco principal de la serie web One Fine Week (7일만 로맨스, también conocida como "7 Days of Romance") donde dio vida a Han Jung-woo, un famoso y popular actor y idol, responsable y educado que se siente cómodo alrededor de Da Eun (Jisoo), hasta el final de la serie el 7 de noviembre del mismo año.

### Música
En Corea del Sur es miembro de la agencia "The Music Works" y en Japón de "KISS Entertainment".
En el 2017 debutó con el grupo "MYTEEN" junto a Lee Tae-vin (이태빈), Chunjin (천진), Choi Eun-su (최은수), Kim Kook-heon (김국헌), Song Yu-vin y Hanseul (한슬). Dentro del grupo tenía la función de uno de los raperos y bailarínes. Finalmente el 21 de agosto del 2019 se anunció  través del instagram de Eun-su que el grupo se había disuelto, poco después "The Music Works" emitió una declaración en su sitio oficial sobre la disolución del grupo después de dos años de actividad.

## Filmografía

### Series de televisión
| Año  | Título                  | Personaje                | Notas                      |
| ---- | ----------------------- | ------------------------ | -------------------------- |
| 2019 | One Fine Week           | Han Jung-woo             | 10 episodios - (serie web) |
| 2019 | Re-Feel                 | Empleado de la Cafetería | 8 episodios - (serie web)  |
| 2018 | Login to You            | Soon Hae-nam             | 3 episodios - (serie web)  |
| 2018 | My ID is Gangnam Beauty | Do Kyung-seok (de joven) |                            |

### Programas de variedades
| Año  | Título                      | Notas                                     |
| ---- | --------------------------- | ----------------------------------------- |
| 2018 | Oh! My Crazy Idol           | (ep. #9-12) - invitado - junto a MYTEEN   |
| 2017 | MIXNINE                     | 8 episodios - concursante                 |
| 2017 | Show Me The Money: Season 6 | concursante                               |
| 2017 | After School Club           | (ep. #275) - invitado - junto a MYTEEN    |
| 2017 | Fact iN Star                | (ep. #41, 86) - invitado - junto a MYTEEN |

### Reality shows
| Año         | Título      | Notas                                   |
| ----------- | ----------- | --------------------------------------- |
| 2016 - 2018 | Myteen Show | 81 episodios - miembro - junto a MYTEEN |
| 2017        | Myteen Go!  | 7 episodios - miembro - junto a MYTEEN  |

## Discografía

#### Singles
| Fecha | Título                                 | Álbum                  | Notas              |
| ----- | -------------------------------------- | ---------------------- | ------------------ |
| 2019  | The Stars are Blinding and You're Warm | OST de "One Fine Week" | junto a Seo Ji-soo |

#### Mixtape
| Fecha               | Título                      | Canciones                                 | Notas                        |
| ------------------- | --------------------------- | ----------------------------------------- | ---------------------------- |
| 10 de julio de 2017 | Mixtape #1: a.k.a a Painter | 1. 약수 2. So Special 3. Do, I try 4. Day | (junto a Xiheon de MYTEEN) - |

### MYTEEN

#### Singles
| Fecha | Título     | Lista de canciones |
| ----- | ---------- | ------------------ |
| 2018  | F;UZZLE    | 1. She Bad         |
| 2017  | Myteen Go! | 1. Amazing         |

#### EP
| Fecha               | Información                                                                          | Lista de canciones |
| ------------------- | ------------------------------------------------------------------------------------ | --- |
| 10 de julio de 2018 | Título: F;UZZLE Label: The Music Works, Genie Music Formato: CD, digital download    | 1. Amazing (어마어마하게) 2. Hyper (붕 떠) 3. You-reka (이 동네 왜 이래) 4. Take It Out (꺼내가) 5. Mr. Misery 6. 19.20 7. Day by Day (짜장면) |
| 27 de julio de 2017 | Título: Myteen Go! Label: The Music Works, Genie Music Formato: CD, digital download | 1. Martian 2. Pretty in Pink 3. Over You (지난 봄) 4. SHE BAD 5. BBQ (At the Barbecue) 6. Beautiful Goodbye 7. Pretty (예뻐)                   |